# Korneocyt
Korneocyt – rodzaj martwych komórek, zlokalizowanych w warstwie zrogowaciałej naskórka, o kształcie silnie spłaszczonym, pozbawione jąder, wypełnione włóknami zbudowanymi z białka keratynowego.